# ابراهیم حلمی
ابراهیم حلمی العمر (۱۸۹۰–۱۹۴۲م) روزنامه‌نگار عراقی بود. پیش از جنگ جهانی اول به نامه‌های که مطبوعات مصر و سوریه می‌فرستاد، شهرت گرفت. او سردبیر روزنامه النهضة چاپ بغداد در سال ۱۹۱۳م شد و در مجلهٔ لغة العرب نیز نگاشت. از سوی امپراتوری عثمانی دستگیر و به دمشق تبعید شد. پس از بیماری‌اش آزاد شد. پس از جنگ جهانی اول، به نشر روزنامهٔ لسان العرب در دمشق پرداخت. پس از مدتی به بغداد بازگشت و انتشار آن روزنامه را در بغداد در روزگار فیصل بن حسین ادامه داد. او بارها زندانی یا دستگیر شد. در مجلس وزیران کارمند شد و در کتابخانهٔ مطبوعات نیز سمت داشت. در تألیف راهنمای عراق همکاری داشت و همچنین رساله‌ای در انقلاب ایتالیا نگاشت.